# Paella (estri)

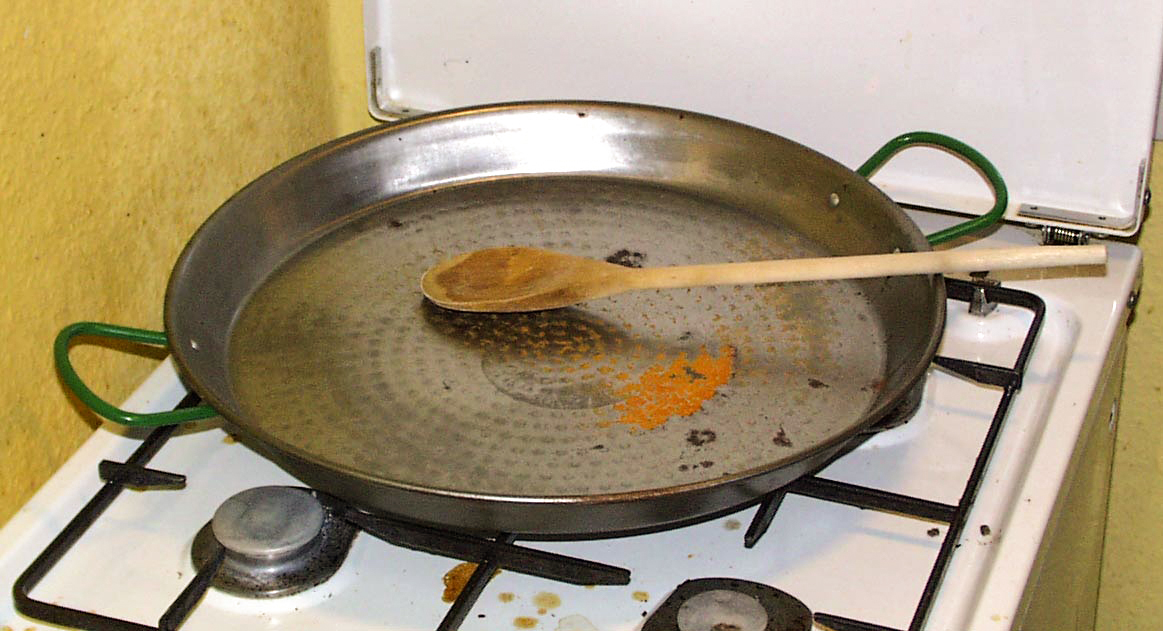
Una paella buida sobre el fogó

Una paella és un recipient, de metall, de base circular i de vores inclinades de poca altura, amb un mànec llarg o amb dos anses xicotetes, que serveix per a fregir i coure viandes. Este terme deriva del llatí patella.
El seu ús en la cuina d'arrossos ha donat lloc al nom genèric d'un plat d'arròs, la paella.

## Primeres paelles
Les paelles es feien abans de terrissa. Al segle xii s'utilitzava una paella de terrissa amb mànec lateral, com les que s'han trobat al Berguedà. S'han trobat, a diferents indrets de Catalunya (Osona, Balaguer, Lleida, Manresa, Mataró, etc.), aquestes paelles però datant d'èpoques que van del segle xii al XVII, també consten a la Tarifa de Barcelona de 1655. Encara es fan a Breda.